# لاکلن تیم
لاکلن تیم (انگلیسی: Lachlan Tame؛ زادهٔ ۱۴ نوامبر ۱۹۸۸) قایقران کانو اهل استرالیا است.
وی در مسابقات کشوری و بین‌المللی در مجموع برندهٔ ۱ مدال طلا، ۲ مدال نقره، ۱ مدال برنز شده‌است.